# Otoites
Otoites es el género tipo de la familia Otoitidae de amonites que vivió durante el Jurásico Medio.
Los Otoitidae, que forman parte de la superfamilia Stephanoceratoidea , son parte de la conocida subclase de cefalópodos prehistóricos conocidos en términos generales como ammonites.
Las otoítas se caracterizan por verticilos internos en forma de barril, cadicónicos, y último verticilo contraído; costillas gruesas con secundarias largas que salen de tubérculos laterales bajos; y orejeras que flanquean la abertura.

## Distribución
El Jurásico de España.